# Kinothek Asta Nielsen

Türschild der Kinothek Asta Nielsen in Frankfurt am Main.

Der Kinothek Asta Nielsen e. V. ist ein Verein, der sich für die Wiederentdeckung, Archivierung und Präsentation der Filmarbeit der neueren Frauenbewegung einsetzt. Gegründet wurde er 1999 durch eine feministische Initiative in Frankfurt am Main. Die Kinothek kooperiert mit Kinos und anderen Kultur- und Filminstitutionen und Filmschaffenden und gilt als einzige Institution ihrer Art in Deutschland. Seit 2018 veranstaltet die Kinothek das Filmfestival Remake. Frankfurter Frauen Film Tage.

## Gründung und Namenswahl

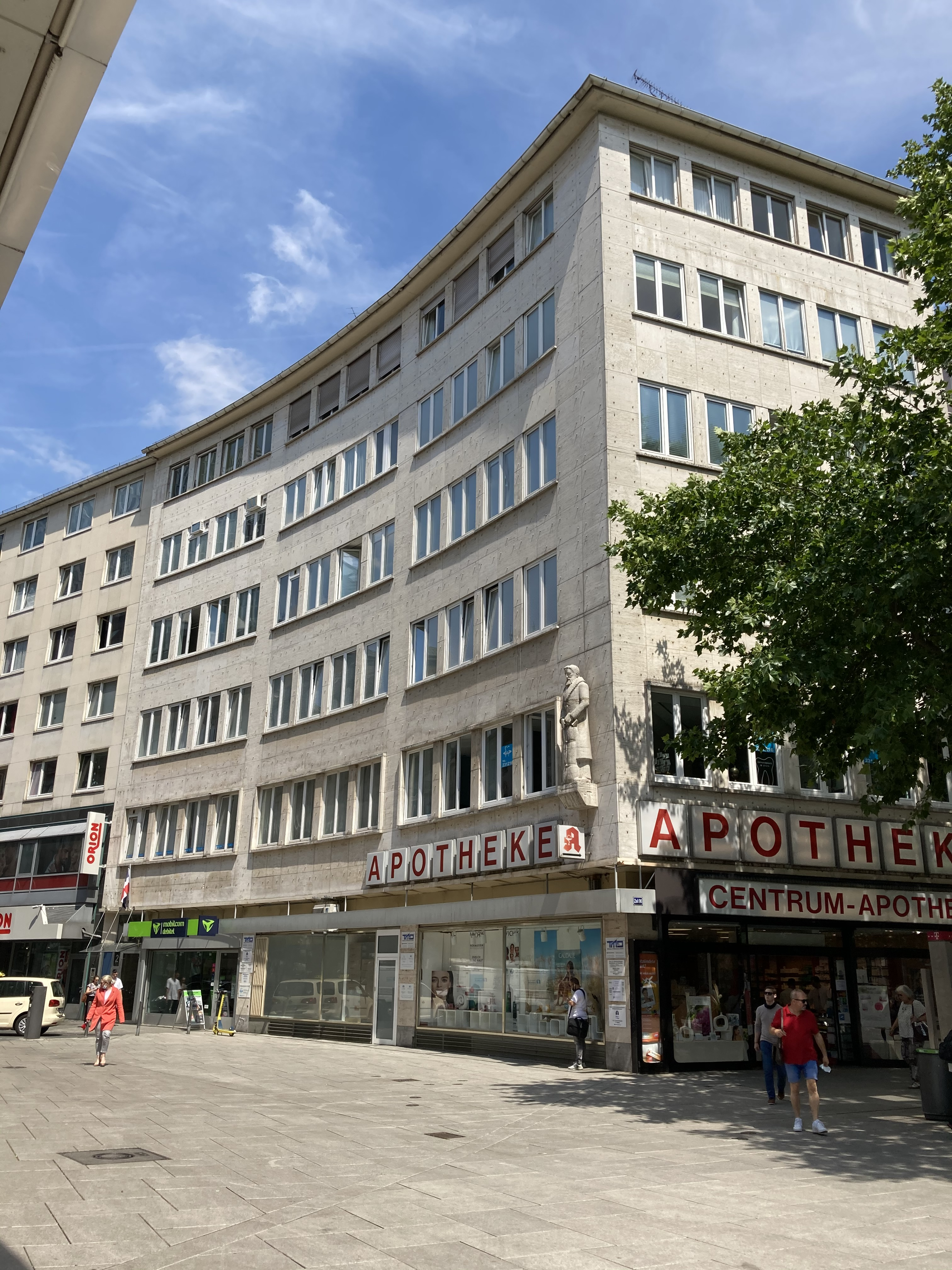
Standort der Kinothek Asta Nielsen in Frankfurt am Main

Im August 1999 brachten die zwölf Gründungsmitglieder der Kinothek Asta Nielsen e. V. den Vorschlag in die Frankfurter Stadtpolitik ein, ein Frauenfilmarchiv zu eröffnen. Zu Beginn war dieses Archiv am Institut für Theater-, Film- und Medienwissenschaften auf dem Campus Westend der Frankfurter Goethe-Universität angesiedelt, wo die Gründerinnen Heide Schlüpmann als Filmprofessorin und Karola Gramann als Wissenschaftliche Mitarbeiterin tätig waren.
Benannt ist die Kinothek nach dem großen dänischen Stummfilmstar Asta Nielsen (1881–1972), die für ihre Wandelbarkeit und ihre Ausdrucksstärke bekannt war. Die Gründerinnen haben ihren Namen gewählt, da Asta Nielsen nicht nur eine Schauspielerin war, die sich nicht auf Geschlechterrollen festlegen ließ, sondern die gesamte Filmproduktion, von der Regie über die Technik bis zum Kostümbild, beeinflusste.

## Konzept und Programm
Filme von Frauen und weiteres Material zu diesen Werken werden gesucht, dokumentiert und archiviert. Aber auch Experimentalfilme und Home Movies werden gesammelt. Die Werke, meist Filme in den Formaten 16 mm und Super 8, werden kopiert und so gesichert.
Die Kinothek Asta Nielsen verfügt über eine eigene Bibliothek mit hauptsächlich grauer Literatur über die Geschichte der Frauen im Film und Frauenfilmarbeit, feministische Filmarbeit und Geschlechterforschung im Film. Der Sammlungsschwerpunkt liegt auf Materialien aus den 1970er und 1980er Jahren, darunter sind u. a. Festivalkataloge, Einzelblätter zu Filmen, Dokumente zur Aufführung, Zeitungs- und Zeitschriftenkritiken. Zusätzlich gibt es eine Fotosammlung.
Durch Filmreihen und Filmprogramme versucht die Kinothek Asta Nielsen, Filmfrauen und ihre Arbeiten vor dem Vergessen zu bewahren und sie (wieder) sichtbar zu machen. Sie präsentiert Filmemacherinnen als (Wieder‑)Entdeckungen, darunter z. B. María Luisa Bamberg, Jacqueline Audry und Luise Fleck. Karola Gramann und Heide Schlüpmann spüren vergessene Filme und ihre Schöpferinnen auf und machen sie in Vorführungen in Programmkinos, Theatern oder an anderen besonderen Orten wieder einem Publikum zugänglich.

## Festivals

Remake – Neonleuchtschild zu den Frankfurter Film Tagen 2018.

Zum Programm der Kinothek Asta Nielsen gehören auch immer wieder verschiedene Festivals und Filmreihen, z. B. die Asta-Nielsen-Woche, das Internationale Wetterfilmfestival, Keine Angst vorm Fliegen – Kino für Mädchen und junge Frauen, der Home Movie Day oder Beiträge zu young & queer der jugend-kultur-kirche sankt peter.
2018 veranstaltete die Kinothek Asta Nielsen zum ersten Mal das Filmfestival Remake. Frankfurter Frauen Film Tage. Das Festival bietet wechselnde Themenschwerpunkte zur Geschichte und Gegenwart der Filmarbeit von Frauen, den Geschlechterverhältnissen im Kino und dem queer cinema. Filme werden im Originalformat aufgeführt, Diskussionen und Vorträge runden das Programm ab. Dazu kommt der Rückblick auf ein frühes feministisches Filmfestival und die Wiederentdeckung einer vergessenen Regisseurin.
Unter dem Titel StimmRecht: Zu Wort kommen war das Festival im ersten Jahr der Frauenbewegung und ihren Erfolgen gewidmet. Schwerpunkte waren Filme zu Frauenrechten und Frauenemanzipation (zum Doppeljubiläum „100 Jahre Frauenwahlrecht“ und „50 Jahre feministische Filmarbeit“), Beiträge zum ersten feministischen Filmfestival in Europa, dem Women’s Event des Edinburgh International Film Festival 1972, und die Arbeiten der Frankfurter Regisseurin Recha Jungmann.
2019 war das Thema des Festivals Geschichtsanschauung. HerStory im Kino. Schwerpunkte waren die feministische Geschichtsschreibung, Film und Kino als Formen und Orte der Geschichtsschreibung selbst, die Organisation KIWI – Kino Women International und die Filmaktivistin Ella Bergmann-Michel.

## Finanzierung
Bisher erhielt die Kinothek einen jährlichen Betrag von 65 000 Euro (Stand: 2019) vom Frauenreferat der Stadt Frankfurt am Main sowie eine Anschubfinanzierung des Landes für das Filmfestival Remake. 2020 erhielt die Kinothek Asta Nielsen e. V. eine finanzielle Förderung vom Hessischen Ministerium für Wissenschaft und Kunst zur „Unterstützung ihrer Arbeit für eine größere Sichtbarkeit der Leistungen von Frauen im Online-Lexikon Wikipedia“.

## Vorstand und künstlerische Leitung

V. r. n. l.: Zwei der Gründerinnen, Heide Schlüpmann und Karola Gramann, und die heutige Leiterin der Kinothek Gaby Babić mit Anna Leiner, einer Freundin der Kinothek Asta Nielsen, während der Tony-Sender-Preisverleihung an Sibylla Flügge am 24. Nov. 2017.

Zum Vorstand der Kinothek Asta Nielsen gehören seit 2013 Martin Loiperdinger, Professor für Medienwissenschaft an der Universität Trier, seit 2000 Heide Schlüpmann, ehemalige Professorin für Filmwissenschaft an der Goethe-Universität Frankfurt am Main und Mitherausgeberin der Zeitschrift Frauen und Film, sowie seit 2014 Maria Wismeth, Mitbegründerin des Filmtheaters Mondpalast und der politisch-philosophischen Zeitschrift Fragmente.
Von 2006 bis 2018 war die Filmwissenschaftlerin und -kuratorin Karola Gramann die künstlerische Leitung der Kinothek Asta Nielsen. Ab 2018 leitete sie die Kinothek zusammen mit der Film- und Kulturwissenschaftlerin Gaby Babić. Seit 2020 ist Babić alleinige Geschäftsführerin und künstlerische Leiterin.

## Preis
2017 wurde die Kinothek Asta Nielsen für ihren Einsatz, „Filmgeschichte in ihrer ganzen Vielfalt einer breiteren Öffentlichkeit zugänglich zu machen, diese zugänglich zu halten, zu präsentieren und letztlich in ihrer kulturellen Bedeutung zu feiern“, mit dem Binding-Kulturpreis ausgezeichnet.

## Publikationen (Auswahl)
- Freunde der Deutschen Kinemathek e. V. und Kinothek Asta Nielsen e. V. (Hrsg.): L'invitation au voyage: Germaine Dulac (Reihe Kinemathek, Heft 93). Freunde der Deutschen Kinemathek, Berlin 2002, ISBN 3-927876-17-8.
- Heide Schlüpmann, Karola Gramann, Eric de Kruyper, Sabine Nessel, Michael Wedel (Hrsg.): Unmögliche Liebe. Asta Nielsen, ihr Kino. Band 1. Filmarchiv Austria, Wien 2010, ISBN 978-3-902531-82-7.
- Heide Schlüpmann, Karola Gramann (Hrsg.): Nachtfalter. Asta Nielsen, ihre Filme. Band 2. Filmarchiv Austria, Wien 2010, ISBN 978-3-902531-83-4.
- Heide Schlüpmann, Karola Gramann, Madeleine Bernstorff (Red.): Alle Tage wieder – let them swing! Zur Aktualität der Filme von Margaret Raspé. Katalog. Frankfurt am Main/Berlin 2014.
- Karola Gramann, Heide Schlüpmann (Red.): Privat-Vorstellung. Programmheft erschienen anläßlich des Internationalen Amateurfilmfestivals 12.–15. November 2015. Eine Veranstaltung der Kinothek Asta Nielsen e. V. in Zusammenarbeit mit Künstlerhaus Mousonturm. Frankfurt am Main 2015.
- Heide Schlüpmann (Red.): … es kommt drauf an, sie zu verändern. Diskussion zum Abschluß der Filmreihe „Männer zeigen Filme & Frauen ihre Brüste“. Eine Veranstaltungsreihe der Kinothek Asta Nielsen e. V. im Rahmen des Jahresschwerpunktes 2015: Respekt. Stoppt Sexismus. des Frauenreferates der Stadt Frankfurt am Main. Frankfurt am Main 2015.
- Heide Schlüpmann, Fabian Tietke (Hrsg.): Transito. Elvira Notari – Kino der Passage. Kinothek Asta Nielsen e. V., Frankfurt am Main 2017, ISBN 978-3-00-058492-3.
- Heide Schlüpmann, Andrea Haller (Hrsg.): Zu Wort kommen. Speaking Up. Eine Publikation zu Remake. Frankfurter Frauen Film Tage 2018. Kinothek Asta Nielsen e. V., Frankfurt am Main 2018, ISBN 978-3-00-060115-6.
- Karola Gramann, Heide Schlüpmann (Hrsg.): Geschichtsanschauungen. Views of History. Eine Publikation zu Remake. Frankfurter Frauen Film Tage 2019. Unter Mitarbeit von Andrea Haller. Kinothek Asta Nielsen e. V., Frankfurt am Main 2019, ISBN 978-3-00-063863-3.